# 사직 (관직)
사직(司直)은 한국과 중국의 과거 관직이다.
한국에서는 고려의 정5품의 중랑장(中郎將)이 조선에서 개칭되어 오위(五衛)의 정5품 관직으로 사용되었다.

## 참고 자료
- 사직 - 한국민족문화대백과사전